# Andrij Wołokitin
Andrij Wołokitin, ukr. Андрій Волокітін (ur. 18 czerwca 1986 we Lwowie) – ukraiński szachista, arcymistrz od 2001 roku.

## Kariera szachowa
W latach 1997 i 1998 zdobył złote medale mistrzostw Ukrainy do lat 12. W 1998 został również mistrzem świata juniorów do lat 12 (przed Tejmurem Radżabowem). W następnym roku zdobył srebrny medal w grupie do lat 14. W 2001 r. zajął II m. w mistrzostwach Ukrainy seniorów, III m. w memoriale Milana Vidmara w Portorožu oraz wystąpił na mistrzostwach świata FIDE rozgrywanych systemem pucharowym w Moskwie (w I rundzie przegrał z Konstantinem Sakajewem). Rok później podzielił I m. w otwartym turnieju w Saint-Vincent oraz zajął III m. w Esbjergu. W 2003 r. zwyciężył w turniejach open na Bermudach oraz w Batumi, natomiast w 2004 r. zdobył złoty medal na mistrzostwach Ukrainy rozegranych w Charkowie. W 2005 r. zwyciężył (wspólnie z Borysem Gelfandem) w Biel oraz w Lozannie (po finałowym zwycięstwie nad Hikaru Nakamurą). W 2012 r. zdobył w Kijowie brązowy medal indywidualnych mistrzostw Ukrainy. W 2014 r. zdobył we Wrocławiu srebrny medal mistrzostw Europy w szachach szybkich.
Wielokrotnie reprezentował Ukrainę w turniejach drużynowych, m.in.:
- czterokrotnie na olimpiadach szachowych (w latach 2004, 2006, 2008, 2012); dwukrotny medalista: wspólnie z drużyną – złoty (2004) i brązowy (2012)[6],
- na drużynowych mistrzostwach świata (w roku 2005)[7],
- czterokrotnie na drużynowych mistrzostwach Europy (w latach 2001, 2007, 2009, 2013); dwukrotny medalista: wspólnie z drużyną – brązowy (2009) oraz indywidualnie – brązowy (2009 – na II szachownicy)[8].

Najwyższy ranking w dotychczasowej karierze osiągnął 1 marca 2013 r., z wynikiem 2725 punktów zajmował wówczas 25. miejsce na światowej liście FIDE, jednocześnie zajmując 3. miejsce (za Wasylem Iwanczukiem i Rusłanem Ponomariowem) wśród ukraińskich szachistów.

## Wybrane publikacje
- Władimir Grabinski, Andrij Wołokitin, Laboratorium Arcymistrza (wyd. Penelopa, 2007) ISBN 83-86407-71-9